# Horizont (Bezug)
Eine künstliche Horizontebene ist für zahlreiche Messinstrumente nötig, damit sich die gemessenen Höhenwinkel beziehungsweise Höhenunterschiede exakt auf die Waagrechte beziehen. Die Ebene dieses Bezugshorizonts wird auch mathematischer Horizont genannt und  steht im rechten Winkel zur Lotrichtung am Standort des Beobachters.
Ohne diesen korrigierenden Horizontbezug wären die Messungen verfälscht, da die Stehachsneigung des Messinstruments von der idealen lotrechten Stellung abweicht.

## Technische Realisierung
Von den technischen Möglichkeiten, diesen Bezug zum mathematischen Horizont herzustellen, sind die wichtigsten:
1. ein Pendelkörper, der sich bei ruhendem Instrument – im Rahmen seiner mechanischen Präzision – in die Lotlinie einstellt. Bei Kurvenfahrt oder im Kurvenflug lenkt ihn jedoch die Zentrifugalkraft ab.
  - in der geodätischen Messtechnik erfolgt die Berücksichtigung der Achsneigung durch sogenannte Kompensatoren als Neigungsmesser,
  - bei geodätischen Präzisions-Theodoliten und bei Tachymetern häufig durch einen mechanischen Höhenkompensator,
  - bei automatischen Nivelliergeräten durch ein den Strahlengang ablenkendes Hängeprisma,[1]
  - in der Flugnavigation durch einen pendelnd aufgehängten Sextanten.
2. eine Röhrenlibelle bei präzisen Wasserwaagen, deren Gasblase sich in der flüssigkeitsgefüllten Röhre im höchsten Punkt einspielt. Die Reduktion der Messung kann dann
  - automatisch erfolgen (z. B. durch Lichtbrechung in der Gasblase)
  - oder manuell, etwa beim Marinesextanten durch Einspiegelung ins Messfernrohr oder beim Bautheodolit durch Blick auf die Versicherungslibelle
3. einen Flüssigkeitshorizont, durch den die Zielachse des Messfernrohrs gelenkt wird, so
  - bei manchen Theodoliten (z. B. Kern DKM2) mit einer ölartigen Flüssigkeit,
  - in der Astrometrie mit Quecksilberhorizont, etwa bei manchen Prismenastrolabien.

## Weitere Anwendungen
Horizontsensoren werden auch in modernen Baufahrzeugen (Baggern) und Kränen eingesetzt, etwa zur Steuerung vertikaler Greifbewegungen. In Land Cruisern dienen sie u. a. für die Feststellung der Geländeneigung oder zur Kontrolle der Benzinzufuhr.